# Ricardo Miguel Moreira da Costa
Ricardo Miguel Moreira da Costa (nascut en Vila Nova de Gaia, Portugal, 16 de maig de 1981), conegut com a Ricardo Costa, és un futbolista portuguès que juga com a defensa al Fussball Club Luzern.

## Biografia
Costa va jugar en les divisions inferiors del Boavista FC, però va marxar al FC Porto el 2000, abans de debutar amb el seu primer equip. Amb el Porto debutà en la SuperLiga del 2002, precisament en un partit davant el Boavista. Després, va formar part de l'equip de Porto que va guanyar la SuperLiga en tres ocasions i es va consagrar en la Copa UEFA 2003-04, la Lliga de Campions de la UEFA 2004-05 i la Copa Intercontinental 2004.
El 2007 Ricardo Costa va ser transferit al VfL Wolfsburg de la 1. Bundesliga alemanya. Després de diversos anys a Alemanya, on va ser campió de lliga, va ser després cedit al Lille OSC davant la seua negativa de renovar amb el Wolfsburg. El dia 17 de maig de 2010 es fa oficial el seu fitxatge pel València CF.

## Internacional
Costa va ser internacional amb Portugal en la seua categoria Sub-21 i Sub-23, amb la qual va anar als Jocs Olímpics d'Atenes 2004. A més, va ser convocat per a jugar la Copa del Món de Futbol de 2006 i la Copa del Món de Futbol de 2010

### Participacions en Copes del Món
| Mundial                        | Seu        | Resultat         |
| ------------------------------ | ---------- | ---------------- |
| Copa del Món de Futbol de 2006 | Alemanya   | Quart lloc       |
| Copa del Món de Futbol de 2010 | Sud-àfrica | Vuitens de final |